# 富山こすぷれフェスタ
富山こすぷれフェスタ（とやまこすぷれフェスタ、TOYAMA COSPLAY FESTA）は、かつて富山県富山市で開催されていた漫画・アニメ関連のイベント。

## 概要
北陸最大のコスプレイベントとして、富山市民プラザを中心にコスプレロケーションを中心にその他声優イベントなどを展開する。

## 2010年
- 日時：2010年8月20日 - 22日
- 主催：富山市民プラザ、富山テレビ放送

内容
- 富山市民プラザ・大手モール・富山城址公園：コスプレイヤー大集合「Layers Heaven in TOYAMA」（21・22日）
- 富山市民プラザアトリウム：白石稔ト～クショー&コンサ～ト、そして・・・握手会。（21日）、CLUB de ANI-SONG～DancE in the C.O.S nation～（21日）、優秀コスプレ表彰式（22日）
- 富山市民プラザアンサンブルホール：兄尊漢祭り!～歌って叫んで燃えようゼーーーット!!～（21日）
- 富山市民プラザ1階前庭：ダンシング Show Time（21日）
- 富山市民プラザ・大手モール：痛車展示会

出演者
- 司会
  - 下岡陽子（富山テレビ放送アナウンサー）
- 兄尊漢祭り!～歌って叫んで燃えようゼーーーット!!～
  - 水木一郎、サイキックラバー
- 白石稔ト～クショー&コンサ～ト、そして・・・握手会。
  - 白石稔
- ダンシング Show Time
  - ゾンビーズ、DANCEROID
- CLUB de ANI-SONG～DancE in the C.O.S nation～
  - サオリリス（DJ）
- 優秀コスプレ表彰式
  - 乾たつみ（特別ゲスト審査員）

## 2011年
- 日時：2011年8月21日 - 22日
- 主催：富山市民プラザ、富山テレビ放送

内容
- 富山市民プラザ・大手モール・富山城址公園：コスプレ&撮影会「Layers Heaven in TOYAMA」
- 富山市民プラザアトリウム：ダンシングShow Time（20日）、こすフェスSPマッチ!サオリリスvs長島☆自演乙☆雄一郎とーく&ライブ&撮影会（20日）、コスプレイヤートークショー「こすぷれSTARS☆」（21日）
- 富山市民プラザアンサンブルホール：スペシャル!アニソンライブ（21日）
- 富山市民プラザ1階前庭：こすぷれビアガーデン

出演者
- スペシャル!アニソンライブ
  - 影山ヒロノブ、遠藤正明
- ダンシングShow Time
  - DANCEROID、RIKA☆KICHI、1年25組（みりー、しーた、雪、もいしゃん、にゃんコ）
- こすフェスSPマッチ!サオリリスvs長島☆自演乙☆雄一郎とーく&ライブ&撮影会
  - サオリリス、長島☆自演乙☆雄一郎
- コスプレイヤートークショー「こすぷれSTARS☆」
  - 乾たつみ、コノミアキラ、KANAME☆、愛華しぐま、三鷹津波

## 2012年
- 日時：2012年9月8日 - 9日
- 主催：富山市民プラザ、富山テレビ放送

内容
- 富山市民プラザ・大手モール・富山城址公園：コスプレ&撮影会「Layers Heaven in TOYAMA」
- 富山市民プラザアトリウム：声優と～くショー（8日）、ダンシングShow Time（8日）、コスプレイヤートークショー「こすぷれSTARS☆」（9日）、こすぷれファッションショー（9日）
- 富山市民プラザアンサンブルホール：スペシャル!アニソンライブ（21日）

出演者
- 司会
  - 下岡陽子
- アニソンライブ
  - 影山ヒロノブ、遠藤正明、きただにひろし
- 声優と～くショー
  - 緑川光、森田成一
- ダンシングShow Time
  - 1年25組、男子校2年5組、わただ☆ササダ
- コスプレイヤートークショー「こすぷれSTARS☆」
  - 麗華、三鷹なつみ、あるまじき如水、鋼太、乾たつみ
- コスプレファッションショー
  - 谷藤博美（富山テレビ放送アナウンサー）

## 2013年
- 日時：2014年9月6日 - 7日
- 主催：富山市民プラザ、富山テレビ放送
- 運営：オレンジ・ヴォイス・ファクトリー

内容
- 富山市民プラザ・大手モール・富山城址公園：コスプレ&撮影「Layers Heaven in TOYAMA」
- 富山市民プラザアトリウム：ダンシング Show Time（7日）、こすぷれトーク&ファッションショー（8日）
- 富山市民プラザアンサンブルホール：声優と～くショー（7日）、アニソンライブ（8日）

出演者
- 司会
  - 下岡陽子
- ダンシング Show Time
  - ギルティ†ハーツ、1年25組、ぷぷっぴどぅ～、ラブライズ!、早乙女、愛川こずえ
- 声優と～くショー
  - 置鮎龍太郎、野中藍
- こすぷれトーク&ファッションショー
  - 乾たつみ（プレゼンター）、霜月紫（士魂）、海都（士魂）、三鷹なつみ、コノミアキラ[AKIRA]
- アニソンライブ
  - 奥井雅美、きただにひろし、福山芳樹

プレイベント
- コスプレ入門講座（6月23日・富山市民プラザ3階マルチスタジオ 講師：乾たつみ、三鷹なつみ）
- こすぷれファッションショー講座（7月27日 - 9月1日 富山市民プラザ3階AVスタジオ）
  - 第1回「基礎(1)メイクや髪型のアレンジ方法・小道具の作り方」（7月27日 講師：乾たつみ、三鷹なつみ）
  - 第2回「基礎(2)写真の撮り方・取られ方/前回の復習・質問コーナー」（7月28日 講師：乾たつみ、三鷹なつみ）
  - 第3回「実践(1)ショーでのウォーキング・ポージング・間のもたせ方」（8月31日 講師：乾たつみ、ことり）
  - 第4回「実践(2)ショーでのアクション・パフォーマンス/総合チェック」（9月1日 講師：乾たつみ、ことり、ゴルディ）

## 2014年
- 日時：2014年9月6日 - 7日
- 主催：富山市民プラザ、富山テレビ放送
- 運営：オレンジ・ヴォイス・ファクトリー

内容
- 富山市民プラザ・大手モール・富山城址公園：コスプレ&撮影「Layers Heaven in TOYAMA」
- 富山地方鉄道環状線「セントラム」：コスプレ開放「セントラムスタジオ」（6日）
- 富山市民プラザアトリウム：ダンシング Show Time（6日）、声優と～くショー（6日）、こすぷれトーク&ファッションショー（7日）
- 富山市民プラザアンサンブルホール：アニソンライブ（7日）

出演者
- 司会
  - 下岡陽子
- ダンシング Show Time
  - ギルティ†ハーツ、ぶらっくすわん、ぷぷっぴどぅ～、ラブライズ!、LEVEL3ダンサーズ
- 声優と～くショー
  - 田中真弓、山口勝平
- こすぷれトーク&ファッションショー
  - 乾たつみ（プレゼンター）、ゴルディ、KANAME☆、野臣一美
- アニソンライブ
  - 影山ヒロノブ、栗林みな実、和田光司

## 2015年
- 日時：2016年9月5日 - 6日
- 主催：富山市民プラザ、富山テレビ放送
- 運営：オレンジ・ヴォイス・ファクトリー

内容
- 富山市民プラザ・大手モール・富山城址公園：コスプレ&撮影「Layers Heaven in TOYAMA」
- 富山市民プラザアトリウム：ダンシング Show Time（5日）、こすぷれトーク&ファッションショー（6日）
- 富山市民プラザアンサンブルホール：声優と～くショー（5日）、アニソンライブ（6日）

出演者
- 司会
  - 下岡陽子
- ダンシング Show Time
  - ギルティ†ハーツ、リアルアキバボーイズ（けいたんは不参加）、ラブライズ!、ぶらっくすわん
- 声優と～くショー
  - 坂口大助、緑川光
- こすぷれトーク&ファッションショー
  - 乾たつみ（プレゼンター）、三鷹、マヒオ、ホリィ、ギャクヨガ、ユリコ・タイガー、ねぎろぎ
- アニソンライブ
  - 遠藤正明、石田耀子、SCREEN mode

## 2016年
- 日時：2016年9月3日 - 4日
- 主催：富山市民プラザ、富山テレビ放送
- 運営：オレンジ・ヴォイス・ファクトリー

内容
- 富山市民プラザ・大手モール・富山城址公園：コスプレ&撮影「Layers Heaven in TOYAMA」
- 富山市民プラザアトリウム：ダンシング Show Time（3日）、こすぷれトーク&ファッションショー（4日）
- 富山市民プラザアンサンブルホール：声優と～くショー（3日）、アニソンライブ（4日）

出演者
- 司会
  - 下岡陽子（岐阜放送アナウンサー）
- ダンシング Show Time
  - COJIRASE THE TRIP、SHARE LOCK HOMES、ぶらっくすわん
- 声優と～くショー
  - 岸尾だいすけ、甲斐田ゆき
- こすぷれトーク&ファッションショー
  - 乾たつみ（プレゼンター）、ウサコ、クレア、卸山葵、空我、イズ/静丘
- アニソンライブ
  - 高取ヒデアキ、米倉千尋、Ray

## 2017年
- 日時：2017年9月2日- 3日
- 主催：富山市民プラザ、富山テレビ放送

内容
- 富山市民プラザ・ユウタウン総曲輪・富山城址公園・森記念秋水美術館：コスプレ&撮影「Layers Heaven in TOYAMA」
- 富山市民プラザ各所
  - ギャラリー：タクミアーマリーこすぷれ造型展示コーナー、コスプレ体験、体験型カメラアート「カメラージュ」、アニメイト富山店ブース
  - アトリウム：こすぷれトーク&ファッションショー（2日のみ）、殺陣パフォーマンス（3日のみ）
  - アンサンブルホール：声優と～くショー、スタミュ発声上映会（3日のみ）
  - 館外：アニメイトカフェキッチンカー「『あんさんぶるスターズ!』×アニメイトカフェ」
- ユウタウン総曲輪 - 富山国際会議場周辺：富山こすぷれパレード（3日のみ）
- ユウタウン総曲輪ウエストプラザ：コスプレはないちもんめ（3日のみ）

出演者
- 司会
  - 西園寺アイル
- こすぷれトーク&ファッションショー
  - プレゼンター：乾たつみ
  - ゲストコスプレイヤー：朔夜、椎名煌
  - 造型：折井匠
  - オープニングアクト：ぶらっくすわん
- 声優と～くショー
  - KENN
- 殺陣パフォーマンス
  - 紅桜剣舞会（成宮優・早坂聖・冨永裕司・横瀬雅斗・土井直樹）
  - オープニングアクト：あみたん娘

## 2018年
- 日時：2018年9月8日- 9日
- 主催：富山市民プラザ、富山テレビ放送
- 協賛：大和リース

内容
- 富山市民プラザ・ユウタウン総曲輪・富山城址公園・森記念秋水美術館・レガートスクエア・大手町通り・千石町通り：コスプレ&撮影「Layers Heaven in TOYAMA」
  - ユウタウン総曲輪：洋室フォトスポット
- 富山市民プラザ：撮影ミニコーナー、タクミアーマリーこすぷれ造型展示コーナー、コスプレ体験、アニメイト富山店ブース、スタジオMax出張ブース、ステージイベント
  - 市民プラザアトリウム：コスプレパフォーマンスステージ（8日）、こすぷれトーク＆ファッションショー（9日）
  - 館外：アニメイトカフェキッチンカー「『あんさんぶるスターズ!』×アニメイトカフェ」
  - アンサンブルホール：俳優と～くショー（8日）、ラブ米ハーベストショー（9日）
- 大手通り-富山城址公園：富山こすぷれパレード（8日）
- レガートスクエア：和室・BARフォトスポット
  - ナチュラルカフェby広貫堂：ビアちゃんとお茶会（8日）
- 富山城址公園：戦国トヤマ フォトスポット（甲冑レンタル・乗馬撮影）

出演者
- 俳優と～くショー
  - 和田雅成
- こすぷれトーク&ファッションショー
  - メインMC：綾川ゆんまお
  - プレゼンター：乾たつみ
  - ゲストコスプレイヤー：クロウ、花束
  - 造型ゲスト：折井匠、桃井鈴
  - オープニングアクト：レディビアード
- 富山こすぷれパレード、ビアちゃんとお茶会：レディビアード
- 富山米騒動100周年 ラブ米ハーベストショー
  - 石井マーク、沢城千春、草摩そうすけ、小森未彩、玉城仁菜

## 2019年
- 日時：2019年9月7日-8日
- 主催：富山市民プラザ、富山テレビ放送

内容
- 富山市民プラザグランドプラザ・ユウタウン総曲輪・森記念秋水美術館・レガートスクエア・大手町通り・千石町通り・富山市郷土博物館・富山城址公園：コスプレ&撮影「Layers Heaven in TOYAMA」
- 富山市民プラザ
  - 1階：総合インフォメーション、アニメイト富山ブース
  - 2階：タクミアーマリー コスプレ造型展示コーナー、ヘアセット・メイク体験、コスプレ体験衣装レンタル、男性更衣室、「動くコスプレ」ファッションショー
  - 3階：女性更衣室、コスプレ体験者更衣室
  - 4階：女性更衣室、声優と～くショー（8日）
- 富山城址公園・森記念秋水美術館：戦国トヤマ フォトスポット
- レガートスクエア：和室・バー・中庭フォトスポット
- グランドプラザ：コスプレパフォーマンスステージ（7日）、KIDSコスプレ体験、エムズファクトリー「ダンジョンに出会いを求めるのは間違っているだろうか」公式痛車展示&グッズ販売、アニメイトキッチンカー「アニメイトカフェ あんさんぶるスターズ！×アニメイトカフェ出張版」
- 富山市民プラザ→グランドプラザ：コスプレパレード（7日）

出演者
- コスプレパフォーマンスステージ
  - アヤカシキ×青龍ノ皇
  - 愛你飯店
  - WizUs
  - BANQUET
  - レディビアード
- 声優と～くショー
  - KENN
  - 森久保祥太郎
- 「動くコスプレ」ファッションショー
  - メインMC：綾川ゆんまお
  - プレゼンター：乾たつみ
  - ゲストコスプレイヤー：Billy、ウサコ
  - 造型ゲスト：折井匠、桃井鈴
- コスプレパレード
  - DEADLIFT LOLITA（パレードリーダー）
  - レディビアード

## 2020-2021年（中止）
2020年は9月5日と6日に開催を予定していたが、2019新型コロナウイルスの流行に伴い開催が困難と判断、6月15日に開催中止が発表された。また、声優ゲストには白井悠介の出演が予定されていた。
翌2021年は9月4日と5日に開催を予定していたが、新型コロナウイルスに伴い開催が困難と判断、8月16日に開催中止が発表された。7月に公式サイトが閉鎖され、「開催終了になったのでは」という声が一部挙がったが、実際はサーバー更新のための一時閉鎖であるとコメントしている。

## 2022年
3年ぶりの開催。グランドプラザでのステージイベントは富山市民プラザホームページ上で生配信を実施。
- 日時：2022年9月10日-11日

内容
- 富山市民プラザグランドプラザ・ユウタウン総曲輪・レガートスクエア・大手町通り・総栄通り・富山市郷土博物館・富山城址公園：コスプレ回遊可能エリア
- 富山市民プラザ
  - グランドプラザ：コスプレパフォーマンスステージ（10日）、こすぷれトーク&ファッションショー（11日）、ステージフォトスポット（11日）
  - アンサンブルホール：声優と～くショー
- 総栄通り：ファンタジー武器屋TAKUMI ARMORY
- レガートスクエア：ギャザリングスペース、2階和室・屋上中庭フォトスポット（11日）

出演者
- 声優と～くショー：小野友樹
- コスプレパフォーマンスステージ：所詮千尋、うさみけP、エッグアンドミート、OATM、アルカローシス、A Project
- 「動くコスプレ」こすぷれトーク&ファッションショー
  - こすぷれトークメインMC：松本愛
  - プレゼンター：乾たつみ
  - ゲストコスプレイヤー：鳥海かう、しらゆき
  - 造形家ゲスト：折井匠
  - 造形レイヤーゲスト：桃井鈴
  - ファッションショーメインMC：ぶらっくすわん
  - このほか綾川ゆんまおの出演も予定されたが、新型コロナウイルス陽性のためキャンセルとなった。

## 2023年（中止）
9月9日・10日に開催予定だったが、開催中止となった。